# Radzyń Chełmiński
Radzyń Chełmiński é um município da Polônia, na voivodia da Cujávia-Pomerânia e no condado de Grudziądz. Estende-se por uma área de 1,78 km², com 1 851 habitantes, segundo os censos de 2017, com uma densidade de 1039,9 hab/km².